# 非妳莫屬 (1世代歌曲)
《非妳莫屬》（英語：Gotta Be You）是英國-愛爾蘭男子團體1世代的一首歌曲，收錄于他們的首張錄音室專輯《青春無敵》中。2011年11月，歌曲由赛科唱片發行為單曲。歌曲由奥古斯特·里格和史蒂夫·马克创作，并由後者製作。《非妳莫屬》是一首中速的流行搖滾谣曲 ，其伴奏包含管弦樂编排。歌词围绕着爱的情感展开。
歌曲在英国和爱尔兰均空降当地榜单第3名，是团体在当地的第2支在两国进入前10的单曲。在美国，随着《青春無敵》的发行，歌曲在《告示牌》榜外單曲榜取得了第24的最高排位。歌曲的音樂錄影帶由约翰·厄本诺导演，展示了团体在紐約普萊西德湖湖畔的場景。1世代在許多電視節目以及他們的第一場巡演青春無敵巡迴演唱會現場表演了歌曲。

## 榜单表现
| 榜單（2011年-2012年）                    | 最高 排位 |
| ---------------------------------------- | --------- |
| 愛爾蘭（愛爾蘭唱片音樂協會单曲榜）       | 3         |
| 意大利（意大利音乐产业联盟）             | 98        |
| 蘇格蘭（官方榜单公司單曲榜）             | 2         |
| 英國（官方榜单公司單曲榜）               | 3         |
| 美国（《告示牌》Bubbling Under Hot 100） | 24        |

## 发行历史
| 国家   | 发行日期       | 形式     | 厂牌 |
| ------ | -------------- | -------- | ---- |
| 爱尔兰 | 2011年11月11日 | 數位下載 | 赛科 |
| 英国   | 2011年11月13日 | 數位下載 | 赛科 |